# لیناریت
لیناریت  (به انگلیسی: Linarite) با فرمول شیمیایی PbCu[(OH)2 - SO4] از مجموعه کانی هاست و از نام محل اکتشاف آن Linares در اسپانیا گرفته شده‌است. دراسیدکلریدریک و نیتریک غلیظ حل می‌شود. CuO:۱۹٫۸۵٪  PbO:۵۵٫۶۸٪  SO۳:۱۹٫۹۷٪  H2O:۴٫۵٪  برای اولین بار در انگلستان کشف شد و از نظر شکل بلور: منشورهای شیاردار- پهن و کوتاه، رنگ: لاجوردی، شفافیت: نیمه شفاف، جلا: شیشه ای، رخ: کامل، سیستم تبلور: مونوکلینیک و در رده‌بندی سولفات است  و منشأ تشکیل آن ثانوی است.
همایند کانی‌شناسی (پارانژ) آن آزوریت - لازوریت- اوری کلسیت- سروزیت- آنتلریت است
، از نظر ژیزمان بلوری - آگرگات دانه‌ای و اسفنجی (کف مانند) تقریباْ کمیاب است و بیشتر در اسپانیا، اطریش، آلمان، روسیه، انگلستان، نامبیا و آرژانتین یافت می‌شود.

## منبع
- پردیس کشاورزی ایران